# Procesado digital de luz
Digital Light Processing (en español "Procesamiento Digital de Luz") es una tecnología usada en proyectores y televisores de proyección. El DLP fue desarrollado originalmente por Texas Instruments, y sigue siendo el único fabricante de esta tecnología, aunque muchos productos de mercado autorizados están basados en sus Asics.
En los proyectores DLP, la imagen es creada por espejos microscópicos dispuestos en una matriz sobre un chip semiconductor, conocido como Digital Micromirror Device (DMD). Cada espejo representa un píxel en la imagen proyectada. El número de espejos se corresponde con la resolución de la imagen proyectada: las matrices de 800×600, 1024×768, y 1280×720 son algunos de los tamaños comunes de DMD. Estos espejos pueden ser recolocados rápidamente para reflejar la luz a través de la lente o sobre un disipador de calor (denominado descarga ligera en la terminología de Barco).

## Proyectores de un chip
En un proyector con un solo chip DMD, los colores son producidos colocando una rueda de color entre la lámpara y el DMD donde se refleja a través de la óptica. La rueda de color se divide generalmente en tres sectores, los colores primarios: rojo, verde y azul, y una sección clara adicional para el brillo. Puesto que el sector claro reduce la saturación del color, en algunos modelos puede ser inhabilitado con eficacia, y en otros se omite en conjunto.
El chip DMD se sincroniza con el movimiento de rotación de la rueda de color para mostrar el componente verde en el DMD cuando la sección verde de la rueda de color está delante de la lámpara. Lo mismo ocurre con las secciones rojas y azules. Las imágenes rojas, verdes y azules se muestran así secuencialmente con una frecuencia suficientemente alta para que el observador vea la imagen compuesta en "color completo". En los primeros modelos, había una rotación por marco. Los modelos más recientes hacen girar la rueda a una velocidad igual al doble de la frecuencia del marco, y algunos también repiten el patrón del color dos veces alrededor de la rueda, lo que significa que la secuencia se puede repetir hasta cuatro veces por marco.

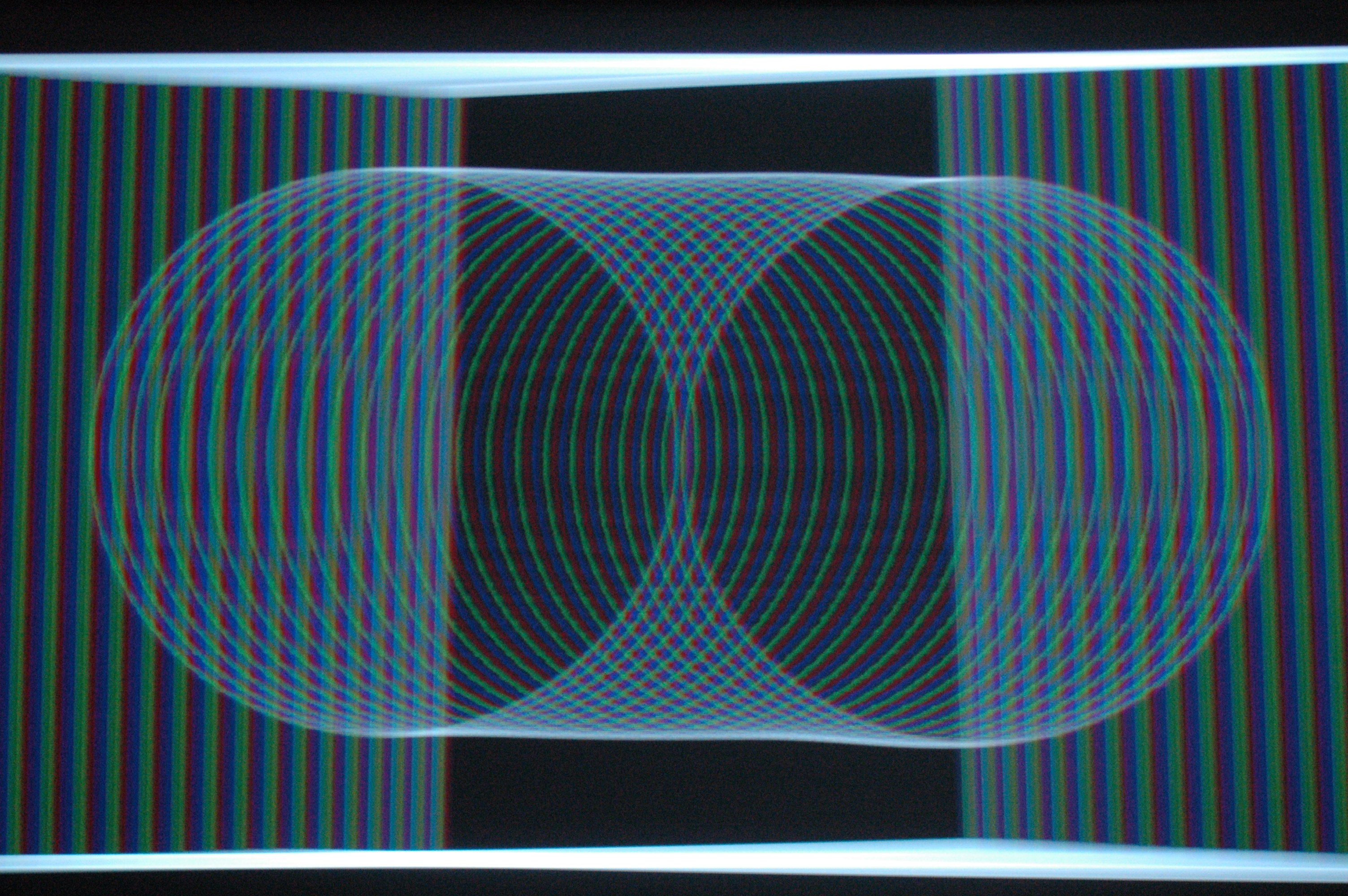
Una foto exagerando el efecto arcoíris

### El efecto arcoíris en DLP
Este efecto visual se describe como flashes breves de "sombras" rojas/azules/verdes observadas principalmente cuando el contenido se caracteriza por objetos con brillo o blancos sobre un fondo oscuro o negro (los créditos del final de una película son un ejemplo común). Algunas personas perciben estos efectos de arcoíris todo el tiempo, mientras que otras personas sólo los ven cuando mueven sus ojos a través de la imagen. Incluso otras personas no lo notan. El efecto se basa probablemente en el concepto del umbral de la fusión del parpadeo.

## Proyectores de tres chips
Un proyector DLP de tres chips utiliza un prisma para dividir la luz de la lámpara, y cada uno de los colores primarios de la luz se encamina hacia su propio chip DMD, después se recombina y se dirige hacia el exterior a través de las lentes. Los sistemas DLP de un solo chip son capaces de mostrar 16,7 millones de colores, mientras que los sistemas DLP de tres chips pueden mostrar hasta 35 billones de colores.
Los proyectores de tres chips no sufren el "efecto arco iris", ya que los tres componentes del color (rojo, verde, y azul) se generan simultáneamente.
Philippe Binant realizó, en el año 2000, la primera proyección de cine digital público de Europa, fundada sobre la aplicación de un MEMS (DLP CINEMA) desarrollado por Texas Instruments.

## Posición en el mercado
El DLP se está convirtiendo en un importante participante en el mercado de las TV con proyección posterior, habiendo vendido dos millones de equipos y alcanzado una cuota de mercado del 10%. Unos 50 fabricantes ofrecerán modelos durante las vacaciones de 2004, 18 más que el año anterior. Los chips DLP constituyen actualmente el 5% de las ventas totales de Texas Instruments. Las pequeñas unidades independientes de proyección (también llamadas proyectores frontales) que usan tecnología DLP, han logrado ser muy populares en el campo de las presentaciones de oficina y tareas cinematográficas.

### Ventajas
- Imágenes suaves, sin saltos.
- Buena profundidad y contraste del color.
- No se marcan las imágenes en la pantalla de los basados en CRT.
- tiene un aproximado de 100 mil horas de utilidad

### Inconvenientes
- En los chips de algunos modelos con un diseño simple, se señala un "efecto mariposa" o "efecto de arco iris".

### DLP y LCoS
El principal competidor de DLP se conoce como LCoS (Liquid Crystal on Silicon), que crea las imágenes usando un espejo inmóvil montado sobre un chip, y utiliza una matriz de cristal líquido para controlar cuánta luz se refleja.